# Аншюц, Генрих Иоганн Иммануил
Генрих Иоганн Иммануил Аншюц (нем. Heinrich Johann Immanuel Anschütz; 8 февраля 1785, Луккау — 29 декабря 1865, Вена) — немецко-австрийский актёр, один из основоположников сценического реализма на немецкоязычной сцене, родоначальник знаменитой актёрской династии Аншюц.

## Биография
Генрих Иоганн Иммануил Аншюц родился в семье директора местного детского дома. Начальное и среднее образование Генрих Аншюц получил, усердно занимаясь в княжеской гимназии Святого Августина (Gymnasium St. Augustin) в городе Гримме (школа, где ранее учился наследный принц). По окончании гимназии Генрих Аншюц решил продолжить образование и с этой целью переехал в саксонский город Лейпциг, где в 1804 году поступил на юридический факультет местного университета, где изучал уголовное и гражданское право.
Приятельские отношения его родителей с артистом Кристом, а также нередкие представления гастролировавших в городе Лейпциге трупп Иффланда и Вольфа пробудили в нём склонность к сцене. Помимо того, Аншюц при всякой возможности старался посещать театр «Goethe-Theater» в Бад-Лаукстедте, режиссёром в котором был в то время Иоганн Вольфганг фон Гёте.
В конце концов любовь к театру пересилила желание заниматься юриспруденцией и в 1807 году в возрасте 22 лет Генрих Аншюц дебютировал как театральный актёр в небольшом театре города Нюрнберга в роли Адольфа фон Клингберга в постановке «Die beiden Klingsberg» по произведению Августа фон Коцебу.
В 1811 году Аншюц был приглашен выступать на сцене театра города Кёнигсберга в Восточной Пруссии; позднее, в 1822 году, ему представилась возможность выступить на сцене «Hofburgtheater» в столице Австрии городе Вене.
Генрих Аншюц специализировался на характерных и героических ролях, исполнять которые ему, по мнению современников, очень помогал его декламаторский талант и прекрасный, хорошо поставленный голос.
Генрих Иоганн Иммануил Аншюц скончался в городе Вене 29 декабря 1865 года в возрасте восьмидесяти лет.
Судьба четырёх его детей и обеих жён была напрямую связана с театром.

## Семья

### Первый брак
- Первая жена — Йозефина Аншюц, была в своё время популярной певицей в Бреславле и Кенигсберге.

- - Дочь Мальвина Аншюц — театральная актриса.
  - Старший сын Александр Аншюц — оперный баритон и музыкальный педагог († 1868).
  - Младший сын Родерих Аншюц (род.1818, Вена) — юрист, философ и драматург («Brutus u. sein Haus» (1857), «Iohanna Gray», «Kunz v. Kaufangen» (1863).

— Брат Генриха А., автор нескольких повестей, также подвизался с успехом в 1831 г. на сцене главного венского театра; оставил сцену в 1851 г. и † в апреле 1855 г.

### Второй брак
- Вторая супруга — Эмилия Аншюц, (девичья фамилия Бутеноп), играла с успехом на венской сцене († 16.06.1866, Вена).

- - Дочь Августа Аншюц, начала свою артистическую карьеру в 1836 году в городском театре города Лейпцига, позднее выступала в Дрездене, а затем получила приглашение в австрийскую столицу. Августа была замужем за изв. художником Кобервейном.